# Toll Group

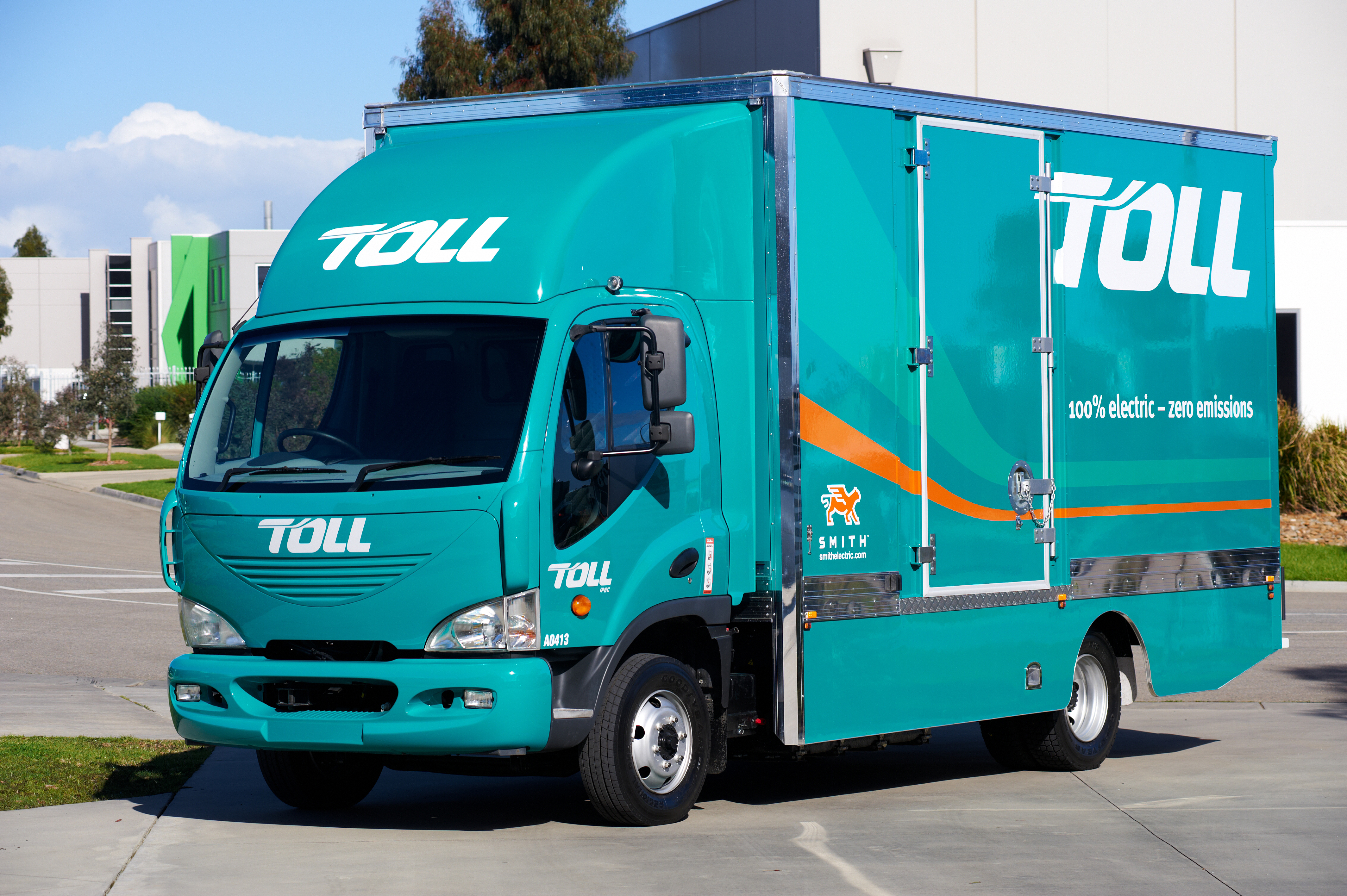
Un camion de l'entreprise

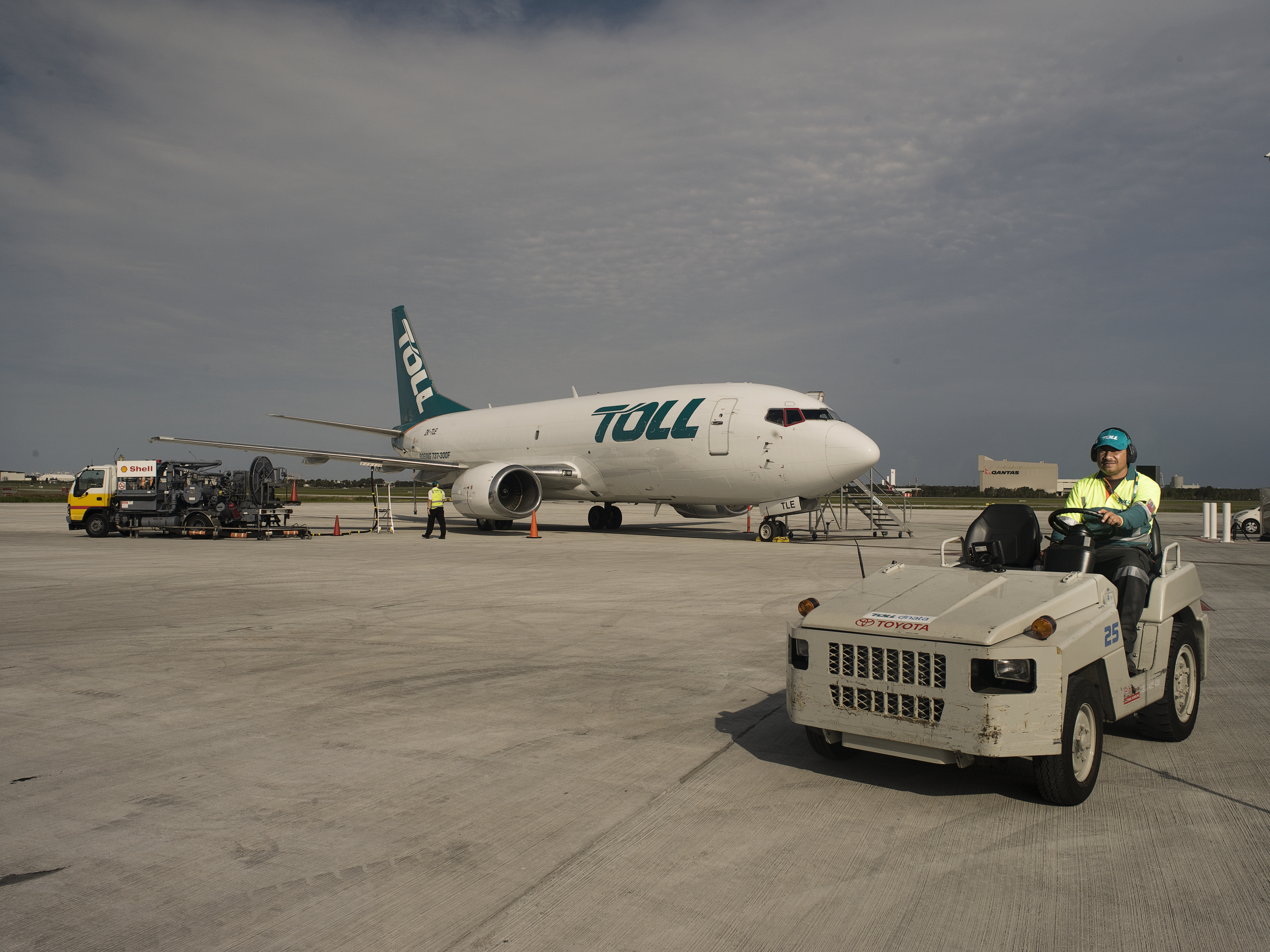
Un Boeing 737 de l'entreprise.

Le Toll Group est une filiale de la Poste japonaise spécialisée dans le transport et la logistique, qu'il s'agisse de transport routier, ferroviaire, maritime et aérien, ou d'entreposage. Toll exploite un réseau de 1 200 sites dans 50 pays, essentiellement en Asie-Pacifique.

## Historique

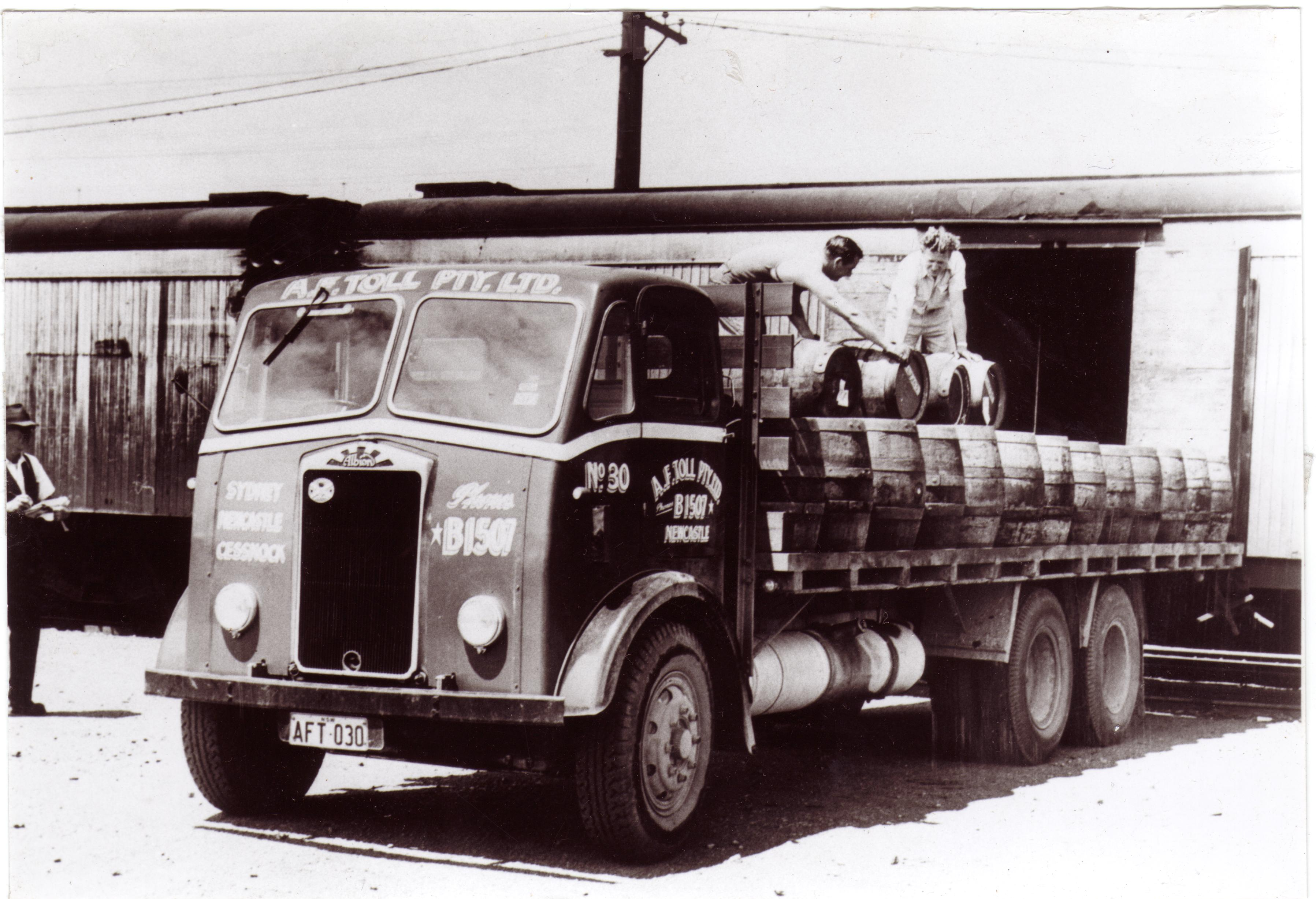
Vieux camion de l’entreprise Toll transportant des barils en Australie

En février 2015, Japan Post Holdings acquiert Toll Holdings pour 6,5 milliards de dollars australiens, soit environ 5,1 milliards de dollars. En avril 2017, Japan Post annonce une dépréciation d'actifs de 3 milliards d'euros liée à Toll Group, et annonce la suppression de 2 000 emplois dans ce dernier.

## Divisions d'exploitation
Le Toll Group a cinq divisions d'exploitation :

### Toll Global Forwarding
Toll Global Forwarding fournit des services internationaux d'expédition de fret et de gestion de la chaîne d'approvisionnement, incluant des services de chaîne d'approvisionnement complexes, avec des mouvements de transport de fret de port à port.

### Toll Global Logistics
Toll Global Logistics fournit de la logistique contractuelle spécialisée, incluant le transport, l'entreposage et des services à valeur ajoutée : services de transport de marchandises, services de distribution, d'entreposage, de transbordement, services à quai, services de chaîne d'approvisionnement et de logistique des pièces finies.

### Toll Resources & Government Logistics
Toll Resources & Government Logistics assure la logistique et des services de chaîne d'approvisionnement pour le pétrole et le gaz, l'exploitation minière, l'énergie et les secteurs gouvernementaux et de la défense en Australie, en Asie et en Afrique.

### Toll Global Express
Toll Global Express fournit des services de transport de colis et de livraison de courrier, des services de transport de marchandises locaux et interétatiques, des services de distribution tels que le tri, l'emballage et la livraison, des services de données et de documents tels que les services de gestion de documents, de l'entreposage de données et de gestion de l'impression, et des services aéronautiques et aéroportuaires, incluant la manutention du fret au sol et des avions charter.

### Toll Domestic Forwarding
Toll Domestic Forwarding fournit des expéditions domestiques routières, ferroviaires et maritimes en Australie et en Nouvelle-Zélande.